# 이후 (1694년)
이후(李𪻶, 1694년 ~ 1761년)는 조선 후기의 문신이며, 본관은 연안이다. 자는 후옥(厚玉), 호는 구옹(癯翁). 영의정 이시백의 5대손으로 영조 때 좌의정을 지냈지만, 사도세자 원유 사건에 책임을 지고 영의정 이천보, 우의정 민백상과 동반 자살했다.

## 생애
음보로 관직에 진출해서 목사를 지내다가 이후 문과에 급제해 영조의 총애로 호남균전세사 등을 지내고 승지, 경상도관찰사, 호남균세사를 거쳐 대사간, 동지의금부사에 이어 한성부우윤, 경기도관찰사를 거쳐 이조참판을 지내고 병조판서, 이조판서를 지내다 우의정을 거쳐 좌의정에 이르렀는데 사도세자를 보호했지만, 사도세자 평양 원유사건이 터지며 세자를 제대로 보필하지 못한 책임을 지고 영의정, 우의정과 음독자살을 했다. 김상로, 홍봉한, 신만, 김약로, 정석오, 신회, 이천보, 민백상과 가까웠다. 시호는 정익(定翼)이다.